# Francisco Martínez Perea
Francisco Martínez Perea (Granada, 22 de febrero de 1947) es un periodista y crítico taurino del periódico Ideal, hijo del escultor Antonio Martínez Olalla.

## Biografía
Nacido en Granada, Francisco Martínez es hijo del escultor y pintor Antonio Martínez Olalla y Dolores Perea Martín. Su actividad académica la forjó en la academia Sagrado Corazón de Granada y se casó, en 1973, con Natividad Baca Molero; de cuyo matrimonio nacieron María Dolores Martínez Baca, periodista y crítica taurina, y Francisco Javier Martínez Baca.

## Trayectoria profesional
La andadura periodística de Martínez Perea se inicia en 1961 en el periódico Ideal donde ocupará distintos puestos de responsabilidad, llegando a ocupar el cargo de jefe de sección de Deportes, Local, Cultura e información nacional durante la dirección de Melchor Sáiz-Pardo, además de poseer una columna propia, titulada Gente. Asimismo, participó de la readcción de la versión granadina de la Hoja del Lunes, donde alternó información de tipo local y taurina.
Tras la muerte de Pepe Cortés, crítico taurino de cabecera de Ideal, Martínez Perea asumirá los contenidos sobre tauromaquia del periódico, realizando las crónicas de la Feria del Corpus, entrevistas y reportajes relacionados con el mundo taurino hasta su jubilación, en 2009.

## Obras
- Sueños, glorias y dramas del toreo granadino (Granada: Ayuntamiento de Granada).[5]
- Historia de la Granada taurina (2020, Inédito).